# I'm Free!
I'm Free! è il sesto ed ultimo album solista del musicista statunitense Ray Parker Jr., ed è il primo lavoro pubblicato, nel 2006, dalla sua etichetta Raydio Music.

## Il disco
Dopo quindici anni di assenza dagli studi di registrazione, il cinquantaduenne Ray Parker Jr. torna con un album completamente auto-prodotto, intitolandolo, per l'appunto, I'm Free!. Oltre ad aver riunito alcuni dei suoi vecchi collaboratori, nonché amici, dei tempi dei Raydio e della carriera solista, Parker dimostra, in quest'opera, di essere più che mai legato al Jazz crossover dalle tinte decisamente caraibiche, come va subito a dimostrare il brano d'apertura, Mexico, e i due strumentali che seguono, ossia Mismaloya Beach (che ha riscosso un discreto successo fra le stazioni radiofoniche statunitensi) e Sunset Ray.
L'edizione giapponese include una bonus track intitolata Number 3, ossia un down-tempo che segna un breve ritorno di Parker alle origini R&B.

## Tracce
Testi e musiche di Ray Parker Jr.
1. Mexico - 4:07
2. Glass of Wine - 3:33
3. Middle Age Crisis - 4:20
4. Mismaloya Beach - 4:05
5. The Guitar Man - 4:08
6. I'm Free - 4:04
7. Rum Punch - 4:18
8. Sunset Ray - 4:06
9. Forgive Me - 4:10
10. The Book - 4:22
11. Gibson's Theme - 4:09

### Bonus Track (Prima stampa giapponese)
1. Number 3 - 4:27

## Musicisti
- Ray Parker Jr. - chitarra, basso, batteria, flauto, sintetizzatore, cantante solista e voce
- Ollie E. Brown - percussioni
- Freddie Washington - basso
- Nathan Watts - basso
- Johnny Britt - tromba
- Ray Parker III - batteria e voce
- Sylvester Rivers - organo
- Ed Green - batteria
- Danny Seraphine - batteria
- Debra Snell - voce fuori campo
- Kevin Toney - piano e tastiere
- Wah Wah Watson - chitarra
- Tiffany Anderson - voce
- Sasha Paste - voce
- Nark Einhorn - sassofono
- Michael Dabach - tromba